# Слово (газета)
Газета «Слово» — українське загальнодержавне друковане видання, перші числа якого вийшли 1989 роком. Засновник — редакція газети «Слово». Головний редактор — Олександр Сопронюк. Тижневик виходить українською мовою.

## Історія
1989 
Газета «Слово» була започаткована 12 лютого 1989 року на Установчій конференції Товариства Української мови ім. Тараса Шевченка.
Перші три числа газети вийшли форматом А4 та були зроблені комп'ютерно-набірним методом і надруковані на принтері.
Робилися вони напівлегально, за умов дотримання конспірації, щоб уникнути переслідувань з конфіскацією тиражу. Випускаючий редактор — Віталій Радчук.
Зі спогадів Віталія Радчука
| «...Зібравши й відредагувавши матеріали, я їхав на Оболонь на квартиру до свого друга науковця Юрка Оробця - там був схований комп’ютер з голковим і лазерним принтерами. Ми просиджували за набором вечори, а ночами мені доводилося клеїти посторінково макет газети у себе вдома на кухні, використовуючи для оформлення все, що підказувала фантазія, у тому числі співчутливо надані редакцією “Літературної України” узори в стилі української вишивки. Мені не соромно згадати, що перше “Слово” вийшло на мою доцентську платню. Кліше назви газети нам виготував художник О.Ніколаєць з нарбутівського шрифту - воно не змінилося й сьогодні. Макет зменшувався через копіювач, частково й розмножувався на ньому, коли доводилося чекати тиражування в друкарні. Поширювали «Слово» по Україні осередки Товариства й добровольці з числа ентузіастів. На мітингах і конференціях «Слово» розходилося блискавично. Як зараз пам’ятаю: ліс рук за газетою біля пам’ятника Шевченкові в парку навпроти червоного корпусу Київського університету, пачки у студентів тануть прямо на очах. Ті, кому газети так і не дісталося, полишають свої адреси. Сьогоднішня журналістика про таке може лише у снах мріяти». |
1990
В лютому, під орудою Олександра Сопронюка, виходить перше повноцінне видання, форматом А3 на 16 шпальт. 
У листопаді на головній раді Товариства української мови ім. Тараса Шевченка Олександра Сопронюка обирають головним редактором.
1991
На шпальтах газети, після довготривалої мовчазної перерви з'являються: Юрій Бадзьо, Михайлина Коцюбинська, Микола Рябчук, Ірина Стасів-Калинець, Євген Сверстюк, Іван Дзюба, Василь Рубан, Микола Самійленко, Борис Ковгар.
На ґрунті редакції утворюється літературне об'єднання «Музейний провулок, 8»: Віталій Борисполець, Оксана Батюк, Володимир Жовнорук, Олександр Бригинець, музикує гурт «Рутенія»: Анатолій Сухий, Костянтин Єрофєєв, Григорій Лук'яненко, Володимир Смаженко, Салман Салманів.
До «Слова» пишуть  напряму: Ігор Качуровський, Святослав Караванський, Юрій Шевельов, Лариса Масенко, Ольга Федик, Антоніна Матвієнко, Зеновія Франко, Володимир Козирський.
19 серпня московський путч застає Олександра Сопронюка в Запоріжжі, на фестивалі «Червона Рута», дирекція якого, до речі, містилася в редакції «Слова», на столичному Музейному провулку, 8. Редактор «Слова» стояв шостий у списку на репресивні заходи.
По приїзді до Києва, 24 серпня, Олександр Сопронюк, з друзями, виходить на гору будівлі ЦК КПУ (Київ, вул. Орджонікідзе, 11 — нині Банкова), знімають комуністичний червоно-синій прапор. Постає Самостійна Держава Україна.
1992
Через чітку демократичну спрямованість публікацій, на газету починаються нападки. Відкриваються карні справи, заарештовують ощадні рахунки, зупиняються газетні числа. На додаток обрізають телефонні дроти, зникає пошта, намагаються виселяти з приміщення.  Над газетою нависають суди і прокуратури.  Загалом по газеті — шість карних справ, що по тривалому часі були закриті за відсутністю складу злочину.
Водночас 1992 року на редакційному ґрунті постає Асоціяція «Нова література»:
Євген Пашковський, Євген Пащенко, Ярослав Орос, Михайло Григорів, Василь Рубан, Володимир Цибулько, Сергій Лавренюк, Станіслав Вишенський, Вікторія Стах, Анатолій Щербатюк, Ігор Бондар-Терещенко, Іван Царинний, Юрко Ґудзь, Іван Козаченко, Василь Івашко, Андрій Данченко, Михайло Саченко, Олесь Ульяненко, В'ячеслав Медвідь, Володимир Даниленко, Тарас Кінько, Михайло Бриних, Валерій Ілля. 
Вперше на шпальтах «Слова», 1992-го року порушено питання люстрації в Українській самостійній державі (матеріал Євгена Пашковського — «Література як Злочин», «Слово», ч.6, 1992 р. та заява Асоціяції  «Нова література» — «Вони прийшли нас ділити», «Слово», ч.13, 1992 р.).
Також порушено карну справу з приводу статті Анатолія Щербатюка — «Дух крові» («Слово», ч.4, 1992 р.). Звинувачення — «Заклик до дій, скерованих на розпалювання національної ворожнечі». Згодом справу закрили за відсутністю складу.
Цього ж року на редакційній основі постає Незалежна академія творчої молоді (проводив п. Лесь Герасимчук). На шпальтах Ганна-Марія Балтайтис, Ірина Гнатюк, інші молоді дарування — зі своїми прозовими та поетичними творами, також перекладами українською з іноземних мов — зокрема постав есей ксьондза Мєчіслава Маліньського «Ісус Христос як політичний злочинець», що збурив Дев'ятий Вал на тодішній мистецькій царині.
1993
Виходить спарене, 8-9 число «Слова». На шпальтах часопису — В'ячеслав Медвідь, Євген Пашковський, Анатолій Щербатюк, Вікторія Стах… Ігор Бондар (згодом Ігор Бондар-Терещенко) постає з матеріалом «…І тільки потім усе заступить ніч» — про підводні технологічні течії в Україні. Проти газети знову порушують карну справу.
1994
В 4-му числі «Слова» Олександер Наріжний виступає з матеріалом «Нищення українського народу голодом» — де без посередньо, з прізвищами, без казуїстики і затемнень названо причини і прізвища катів українського народу.
1995
 Через тиск та провокації редакція звільняє приміщення на Музейному провулку, 8, та з доброї волі очільника громадської організації «Республіка» Володимира Чемериса посідає місце в її установі.
Головного редактора Олександра Сопронюка запрошують коментатором на перший канал українського радіо, де він веде власну передачу «Шляхи». Аби дати добро на ефір, записи прослуховуються та піддаються цензурі. Через це Олександр, 1997-го року, за власним бажанням, іде з радіо. 
2002
В «Слові», на кілька розлогих подач, поважний матеріал доктора із США Петра Мірчука «Зустрічі і розмови в Ізраїлі»
2003
З огляду на вільні публікації в «Слові» газета потрапляє під око спецслужб. Працівники газети підпадають під стеження та прослуховування.
2004
 Під час Помаранчевої революції  газета «Слово» виступає пліч-о-пліч з полком «Червона калина» (Тернопільщина) та бере участь в акціях на Майдані і біля Адміністрації Президента.
2008
Виходить спецвипуск «Слова» з ґрунтовним матеріалом головного редактора Олександра Сопронюка «БЛУД» — про Володимира Яворівського, радянського пропагандиста, агента 5-го управління КГБ «Тридоля».
2017
В числі «Слова»: есей Ніли Зборовської «Моя Соломія Павличко», поезія Анни Багряної «Чужомовним киянам», розвідини МІлана Кундери «Порушені заповіти», Літературно-критичний текст Якима Яреми «Мойсей. Поема Івана Франка», п'єса драматургині Світлани Лелюх « Дозорці дитинства», настанови Миколи Білоуса «Чи потрібно дітей учити співати…», матеріали самого гол.редактора «Слова» Олександра Сопронюка «Українська реконкіста: Ніла Зборовська» та «Троянський кінь: п'ята колона в Україні».
2019
«Слову» — 30 років!!! Іде до людей ювілейне число часопису. В ньому — рецензія філософа с. Лозовата, що на Вінниччині Анатолія Щербатюка «Маніфест вовка або Чи прийде пекельник-люстратор» — на поетичну книжку Олександра Сопронюка «Самотній вовк», «Есеї в афоризмах» мислителя Олеся Волі. Глибокої сили матеріал науковця Григорія Донця «Символіка. Концентрований світогляд» — про Жовто-Блакитний стяг України. Володимир Пархісенко у своєму матеріалі «Чи достойно відзначать чорнухинці ювілей свого великого земляка» (Григорія Сковороди) безпосередньо про це розмірковує-запитує. Поезія Григорія Прокоповича Донця (батька). Поезія Ігоря Павлюка «Вовче». Кусник з історичної повісті Миколи Гоголя (в перекладі українсько мовою) «Тарас Бульба». Короткі зауваги Олександра Сопронюка стосовно «мемуарів» Михайла Слабошпицького про Олеся Ульяненка — «До Ульяна… трохи…» матеріал Станіслава Бондаренка «Чий стук лунає…» про доноси за совєтських часів. Люстрація: щоб світло було!!!